# Cattedrale di Hradec Králové
La cattedrale dello Spirito Santo (o cattedrale di Hradec Králové o Katedrála svatého Ducha) è la chiesa cattolica maggiore di Hradec Králové e cattedrale della diocesi di Hradec Králové. La costruzione dell'edificio iniziò nel 1307, ma l'aspetto attuale della cattedrale si deve agli interventi attuati alla metà del XIX secolo.